# ヨーヨー

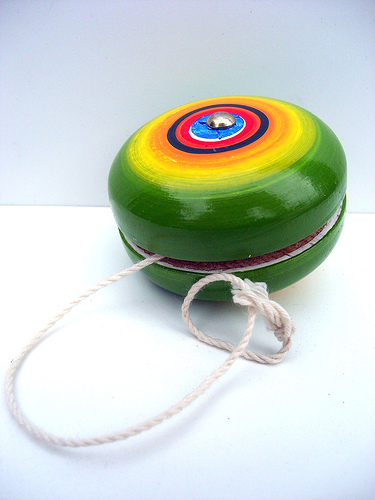
ヨーヨー（木製）

ヨーヨー (yo-yo, yoyo) とは、玩具またはスポーツの1つである。一般的に木製もしくは、プラスチック・金属製の2つの円盤を短軸で連ね、軸（アクセルと呼ばれる）に紐（ストリングと呼ばれる）を巻きつけた形状をしたもののことを指す。遊ぶ際は紐の一端にフィンガーホールという輪を作り、そこに指を通して円盤の部分を上下させて遊ぶ。技は2種あり、以下で解説する。

## 歴史

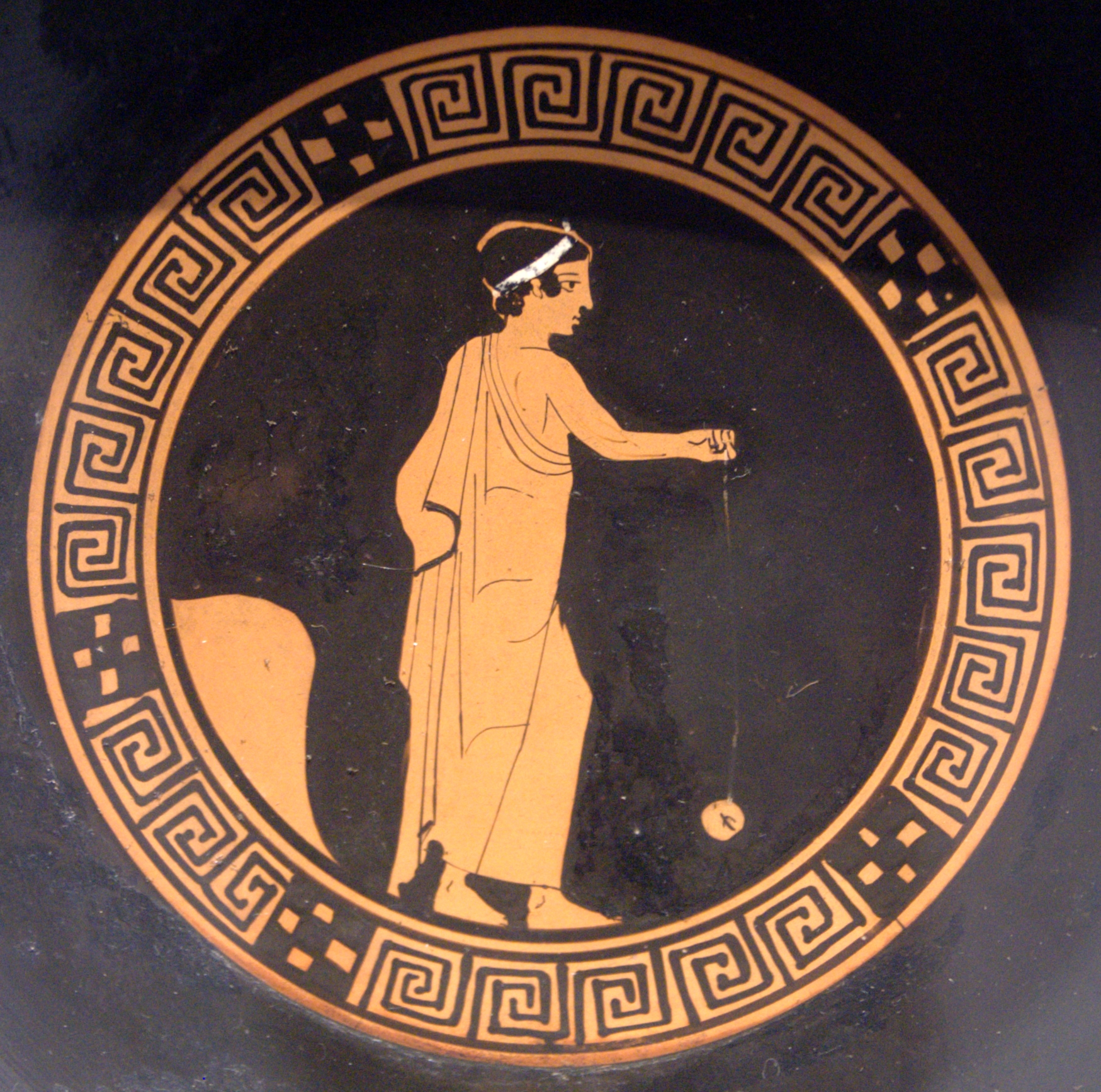

遊具としてのヨーヨーの起源は古く、多くの古代社会においてヨーヨー遊びが取り入れられてきた。考古学的にみると、玩具として人形の次に古い起源を持つほどである。発祥については古代中国、古代ギリシアなど諸説ある。アテネの国立博物館には、紀元前500年頃のヨーヨー遊びをしていると思われる人物が描かれた花瓶とテラコッタ製のヨーヨーが展示されている。ヨーヨーは交易路を通じてアジアとヨーロッパに広まり、スコットランド、イングランド、インド、エジプトにまで伝わった。18世紀頃ヨーロッパで流行。フランス革命当時は亡命者émigréの遊びとしてヨーヨー自体をémigretteまたはémigrantと呼び、大流行となった。フランス革命の混乱から来るストレス解消に役立つものだと捉えられていた。イギリスではバンダロールと呼ばれた。ヨーヨーはフィリピンにまで伝わったが、アメリカで大流行になるまでしばらくの間、地元民の遊びに留まっていた。
フィリピンにおいて、ヨーヨーは現代の形状に次第に近づいていった。このため、ヨーヨーは本来フィリピンに起源があり、数世紀の歴史があると主張するものもいる。yo-yo（ヨーヨー）という名前自体、タガログ語のcome-comeという意味を持つ単語に由来すると一部には信じられている。しかし、yo-yoはタガログ語由来ではなく、comeという意味を持つ単語はタガログ語ではdumatingである。ただし、yo-yoという語がフィリピンで使われていた他の言語に由来する可能性はあり、その理由として、yo-yoという単語が印刷物に現れたのは1860年に出版された「フィリピン語」の辞書であることが挙げられる。
1928年、フィリピンからの移民であるペドロ・フローレスという人物がヨーヨー工場をアメリカのカリフォルニア州サンタバーバラに開いた。職を転々としていたフローレスは、サンタバーバラのホテルのベルボーイとして働いていた頃におもちゃを作って百万長者になった人物の記事を読み、自分も故郷のおもちゃであるヨーヨーを作ろうと思い立った。伝統的なヨーヨーは本体の軸にひもが固定されていたが、ひもを輪にして軸の周りを回すことにより、ヨーヨーが下で空回りするようにしたのはフローレスの工夫である。これにより、ヨーヨーを使った様々な技を行うことが可能になった。フローレスは決して自らをヨーヨーの発明者であるとは言わず、特許もとらなかった。最初は近所の子供相手に様々な技を披露して手作りのヨーヨーを売っていたフローレスは、1929年にはロサンゼルスとハリウッドにも工場を置き、600人の従業員で一日30万個のヨーヨーを製造する成功を収めた。同年、ドナルド・F・ダンカンという起業家が流行を始めたヨーヨーの可能性に注目してフローレスの会社を大金で買収した。フローレスの会社を起源とするダンカン・トイズ・カンパニーは2025年現在もヨーヨーや様々なおもちゃを販売している。フローレスはダンカン社に在籍し各地でヨーヨーの実演やヨーヨー大会などの開催などを行った。1930年代前半にはヨーヨーの流行は世界に波及し、様々な国の企業がヨーヨーの製造・販売を行った。

### 日本での大流行
江戸時代中期ごろに中国から伝来した長崎で流行、享保年間初期には京坂で売られ、やがて江戸でも流行した。当時は手車、釣り独楽と呼ばれた。
1933年（昭和8年）、洋行帰りの教員がアメリカ土産として持ち帰り再流行した。いわゆるモダンボーイやモダンガールと呼ばれた者が楽しんでいたが、訓練を要さず誰でも手軽に楽しむことができたので、サラリーマンや学生の間にも広まり、大阪でヨーヨーの競技大会と思しきイベントが開催されるなど、老若男女の別なくヨーヨーを持ち歩くようになった。
小学生の間でも瞬く間に流行し、1個10銭のヨーヨーをねだられた親が学校に禁止するよう訴えた話も残る。
また、同年、東京・日比谷にあった仮国会議事堂を警備哨戒中の一警邏が、職務中にヨーヨーで遊んでいたとして「職務怠慢」による懲戒免職に処せられた。弘文社（大阪市にある同名の弘文社とは異なる）より、ヨーヨーの歴史や遊び方、実際のトリックを解説した専門書『ヨーヨーの競技と遊び方』が出版されている。翌年初夏には既にブームが沈静化している。
戦後の日本では、1970年代にコカ・コーラの販促品をきっかけにした第三次ブーム（コカ・コーラの認証を受けた物には「GENUINE RUSSELL YO-YO」（真正ラッセルヨーヨー）の文字が印刷されていた）、1980年代にスケバン刑事による第四次ブーム、1990年代にバンダイのハイパーヨーヨーによる第五次ブームが起きている。

### 武器説
俗説とは異なり、ヨーヨーが武器として使われた証拠、何らかの武器に由来するという証拠は存在しない。周囲に鋭利な刃物を備えたヨーヨーを武器とすれば、動物の狩りに使用できるかもしれないが、ヨーヨーを安全に手元に戻す方法がない以上実用的ではない。武器として使われたという俗説はフィリピンに起源があると考えられる。16世紀のフィリピンでは鋭利な石を紐に結わえて樹上から獲物を狩っていた。近代的なヨーヨーの起源も当時のフィリピンであることから、ヨーヨーの起源に関して混乱が生じたと考えられている。

## 基本的な遊び方
簡単なヨーヨーでは、ひもの先端は円盤の間の軸に固定されている。軸にひもを巻き付けてから、ヨーヨーを下に落とせば、ひもがほぐれ、かつヨーヨーは回転しながら落ちてゆく。ひもが伸びきればそれ以上落ちることができないが、ヨーヨーは慣性で回転を続けようとするため、今度は反対向きにひもを巻き込んでよじ登ってくる。
この際、摩擦抵抗があるので、手を動かさないでいるとヨーヨーは手元まで登りきらない。完全に登らせるため、実際には落とすときには投げ下ろすようにして初速を与え、上がる直前には素早く手を引き上げる動作をする。この引き上げる動作は、回転をさらに加速させると同時に、ヨーヨーが落ちる動き（垂直方向の慣性）を反転させる効果がある。このようにして、ヨーヨーを素早く確実に手元まで引き戻すことができる。またこれを応用すると、下向きだけでなく横など様々な方向へ投げ出し、手元へ素速く引き戻すことも可能である。
ヨーヨーは、軸を中心にしての回転を用いて遊ぶ点で、独楽と共通点がある。水風船を輪ゴムや紐で吊るした水ヨーヨーというものもあり、これも水風船を掌から放したり引き寄せたりして遊ぶが、その運動は、むしろ手鞠に似ている。

## 高度な遊び方
簡単なヨーヨーでは、ひもが軸に固定されていた。しかし、ひもを軸に固定しないタイプが生まれ、遊び方が高度化した。先端を輪にしたひもをヨーヨーの軸にかけ空回りするようにしたものや、ヨーヨーの軸となる部分にプラスチック製のものや金属ボールベアリングなどの軸受を取り付け、その上にひもをつけることによってひもが直接回転軸に触れないようにしたものなどがそれである。そのまま巻き付けて使えば、普通のヨーヨーと同じように使えるのだが、ひもが伸びきっても回転を止める抵抗がないため、ひもは逆方向に巻き取られず、ヨーヨー本体だけが落下時の方向にいつまでも回ることになる。しかし、このままだとひも巻き取る手段がないため、本体の回転軸近くにひもに対する抵抗となる構造上の突起や高摩擦のシールなど(レスポンスと呼ぶ)を設けておく。そうすると、回転中にヨーヨーのひもを引っ張るなどしてひもにたるみを与えることによって、ひもがひっかけ抵抗に絡まるため巻き取ることが可能となる。
また、ヨーヨーを引っ張ってもひもが引っかからない程に本体同士の感覚を広く設けたタイプもあり、このタイプは更に回転時間が長く、全体の幅の広さやひもが絡みにくいことからストリングトリックに優れている。ヨーヨーを巻き取るためには「バインド」と呼ばれるトリックで紐を絡め取り巻き取ることから、このタイプのヨーヨーは「バインド仕様ヨーヨー」と呼ばれる。
現代のヨーヨー本体の材質は主にプラスチックであり、また競技用ヨーヨーにおいては金属製の本体を用いたものも普及している。本体外周部に本体より高密度のリムを設けることで回転力を高めたバイメタル(本体部がプラスチックのものはバイマテリアルと呼ばれる)ヨーヨーもある。
このような回転のあるヨーヨーは、回転中はジャイロ効果により横に倒れにくいという特徴をもっているため、様々なパフォーマンスができるようになった。ウォーク・ザ・ドッグ（犬の散歩）やエレベーターなどは、トリックと呼ばれる技の例である。なお、現在のヨーヨー空転時間（スリーパー）の世界記録は2012年の世界大会で香港のSimpson Wong Wai Sheukが樹立した30分28秒30である。
競技ヨーヨーではサイドパーツが異なるものがいくつかあり、プレースタイルにも種類があり2023年現在では大まかに以下の5つの部門に分類される。
1A：ワンハンドストリングトリック
1つのストリングトリック用ヨーヨーを用いて、ストリングとヨーヨーの接触を基本とするプレースタイル。
2A：ツーハンドルーピングトリック
2つのルーピングトリック用ヨーヨーを用いて円弧を描くように動かすプレースタイル。
3A ：ツーハンドストリングトリック
2つのストリングトリック用ヨーヨーを用いて、ストリングと2つのヨーヨーの接触を基本とするプレースタイル。マーク・マックブライドが考案したベルベット・ロールというトリックからできた。
4A：オフストリング
ストリングに固定されていないヨーヨーを用いるプレースタイル。国際ヨーヨー連盟の競技ルールではヨーヨーの個数は1個以上とされているので、2つのオフストリング用ヨーヨーを同時に用いる「ソロハム」というスタイルも4Aに含まれる。プレースタイルとしては古く、デイル・オリバーが考案したオリバーズ・ロケットというトリックからできた。ディアボロ（中国ゴマ）と違う点は演技の始まりと終わりにストリングがヨーヨーに巻きついた状態にあること。。1958年には、何らかの形でオフストリングは存在していたが、近代におけるオフストリングトリックは1990年代、デイル・オリバーと同グループに所属していたJon Gatesによって確立された。
5A：カウンターウェイト
ストリングに重り(カウンターウェイト)を付け、ヨーヨーとカウンターウェイトを動かすプレースタイル。ストリングのヨーヨーの付いていない方の端にカウンターウェイトを固定するのが通常だが、ストリング上を動くことができるウェイトを追加してプレイするスタイルである「アストロ」も5Aに含まれる。スティーブ・ブラウンによって考案された。
以上の5スタイル以外にもプレイスタイルは存在する。
ゴーウエスト
国際ヨーヨー連盟の競技ルールに記載があるものの、具体的な内容が記載されていない。2009年1A部門世界チャンピオンである城戸慎也によると、リング状にしたストリングと、ストリングに接続されていないヨーヨーを用いる、オフストリングの亜種のスタイルである。ストリングが指と接続されていないため、競技ルールでは4Aに含まれない。
世界的な大会としてWorld Yo-Yo Contestが存在する。
日本では語呂合わせで日本ヨーヨー協会が4月4日をヨーヨーの日と制定、外国では6月6日(National Yo-Yo Day)であり、ヨーヨーを世界的に有名にした立役者であるドナルド・F・ダンカンの誕生日である。

## スピナー
かつてはヨーヨーで遊ぶ人のことをスピナーと呼んでいた。これは1997年にハイパーヨーヨーを発売したバンダイが当時ヨーヨーをプレイしていた人たちの呼称として採用していたもので、現在では使われる機会が減っている。日本を含め、ほとんどの世界各国の大会運営組織はスピナーという呼称を用いず、単にプレイヤーと呼んでいる。

## ヨーヨーを扱った作品

### ヨーヨーを主題とした作品
- 漫画
  - 超速スピナー（橋口たかし）
  - キメルのYOYO!（樫本学ヴ）
  - 熱血ヨーヨー戦士 電撃タケル（のむらしんぼ）
  - ハイパーヨーヨーACCEL（東東）
- アニメ
  - 火力少年王（英語版）
- ドラマ
  - ハイパーヨーヨー バーニング
  - 火力少年王

### ヨーヨーが武器として使われる作品
- 漫画・アニメ
  - 北斗の拳
  - 幽☆遊☆白書（冨樫義博）
  - 地獄先生ぬ〜べ〜
  - HUNTER×HUNTER（冨樫義博）
  - 家庭教師ヒットマンREBORN!（天野明）
  - スケバン刑事
  - 東京アンダーグラウンド
  - 遊☆戯☆王 (アニメ第1作)
  - 科学忍者隊ガッチャマン
  - 超電磁ロボ コン・バトラーV
  - ポールのミラクル大作戦
  - ガン×ソード
  - 超魔神英雄伝ワタル
  - ビューティフル ジョー
  - 出ましたっ!パワパフガールズZ
  - 傀儡師リン
  - B壱（大久保篤）
  - 戦姫絶唱シンフォギアGX（月読調）
  - スーパードール★リカちゃん
  - ルパン三世 the Last Job
- 映画
  - 『スケバン刑事』（公開：1987年、テレビシリーズ『スケバン刑事II』の後日談的作品）
  - 『スケバン刑事 風間三姉妹の逆襲』（公開：1988年、テレビシリーズ『スケバン刑事III』の劇場版）
  - 『スケバン刑事 コードネーム=麻宮サキ』（公開：2006年、主演：松浦亜弥）
- テレビドラマ
  - 仮面ライダー龍騎（仮面ライダーベルデ）
  - 光戦隊マスクマン
  - 風魔の小次郎（実写版）
  - 快盗戦隊ルパンレンジャーVS警察戦隊パトレンジャー
  - スケバン刑事テレビシリーズ
    - 『スケバン刑事』（放映：1985年、主演：斉藤由貴）
    - 『スケバン刑事II 少女鉄仮面伝説』（放映：1985年 - 1986年、主演：南野陽子）
    - 『スケバン刑事III 少女忍法帖伝奇』（放映：1986年 - 1987年、主演：浅香唯）
- ゲーム
  - GUILTY GEARシリーズ
  - グーニーズ2 フラッテリー最後の挑戦
  - MOTHERシリーズ
  - がんばれゴエモンシリーズ（ゴエモンの武器がヨーヨー）
  - 星のカービィシリーズ
  - ミラクルアドベンチャー（データイースト/ネオジオ）
  - 真・三國無双6（鮑三娘が旋刃盤という名前で使う武器）
  - 超ヒロイン戦記
  - ウォッチドッグス2
  - ロックマンエグゼシリーズ
  - スケバン刑事II 少女鉄仮面伝説 (対応機種：セガ・マスターシステム)
  - スケバン刑事III (対応機種：ファミリーコンピュータ)
  - アークナイツ(ゲーム内のプレイアブルキャラクターであるイーサンが使用)
  - ニンジャラ(対応機種: Nintendo Switch)